# アベマシクリブ
アベマシクリブ (英語: abemaciclib）は、進行性または転移性乳癌での治療薬の一つ。イーライリリー社により開発されたサイクリン依存性キナーゼ (CDK4/CDK6) の選択的阻害薬である。製品名はベージニオ、Verzenio。
乳癌の画期的治療法として米国食品医薬品局 (FDA) に2015年10月指定された。
2017年9月28日にFDAにより米国内での乳癌での使用が承認された。日本では2018年11月20日薬価収載された。

## 医療用途
2017年9月よりアベマシクリブは「成人のホルモン受容体(HR)陽性、ヒト上皮細胞成長因子受容体2(HER2)陰性で、ホルモン療法を受けたあとも進行したまたは転移性乳癌患者」に対して承認された。
フルベストラントとの比較研究で、プラセボ併用群と、アベマシクリブとフルベストラント併用群とでは、無増悪生存期間はアベマシクリブ群では平均16.4ヶ月、プラセボ群では9.3ヶ月であった。

## 副作用
副作用が20%以上の患者にみられた。下痢、吐き気や嘔吐、白血球数減少(好中球減少症を含む)、貧血、血小板減少症、胃痛、感染症、疲労・倦怠感、食思不振、頭痛などがみられた。

## 相互作用
アベマシクリブは主に肝臓で代謝を受ける。肝酵素CYP3A4を阻害する薬剤(ケトコナゾールなど)により、アベマシクリブの血中濃度は上昇する。逆に、CYP3A4を誘導するリファンピシンなどは血中濃度を低下させる。

## 薬理学

### 作用機序
類薬であるパルボシクリブやリボシクリブと同様に、アベマシクリブはサイクリン依存性キナーゼ4(CDK4)およびサイクリン依存性キナーゼ6(CDK6)を阻害する。これらの酵素はリン酸化に関わっているため、網膜芽細胞腫タンパク質が不活化される。これらは細胞周期のG1期(第1ギャップ)からS期(合成)への進行を阻害することを意味する。この経路を阻害することで、細胞がS期へ進行することを阻害し、アポトーシス (細胞死）を誘導する。培養がん細胞株を用いた解析では、アベマシクリブは、リソソーム由来の空胞体の形成を特徴とする非定型細胞死（non‐apoptotic cell death）を誘導することも報告されており、サイクリン依存性キナーゼの阻害以外での作用機序が存在する可能性も示唆されている。

### 薬物動態

主要代謝産物であるN-desethylabemaciclib(M2)の構造式

経口摂取による絶対生体利用効率は45%であった。最高血漿中濃度に達するのは平均8時間(範囲:4.1–24.0時間)であった。循環血液中、96.3%のアベマシクリブは 血漿のタンパク質と結合していた。この物質は、主に肝酵素CYP3A4により N-desethylabemaciclib(M2)に代謝され、それよりも少ない量の水酸化産物(M18,M20)と他の酸化的代謝産物(M1)となる。これらの代謝産物の高い血漿中蛋白結合率は元となる物質と同等である。
アベマシクリブは主に糞便(81%)と、少量が尿(3%)に排泄される。その半減期は平均18.3時間である。

## 臨床試験
フェーズI、フェーズII治験で、乳癌に対して成功したと2014年5月、12月にそれぞれ発表された。
2016年上旬に行われたアベマシクリブの3つの 第III相 臨床試験:
- JUNIPER研究ではアベマシクリブと エルロチニブの、ステージIV 非小細胞肺癌における比較を行っており、2017年に終了した[9]。

- MONARCH2試験では、女性乳癌におけるアベマシクリブとフルベストラントとの併用の有効性を研究した。研究は2017年2月に終了した。2017年には主要評価項目 の無増悪生存期間(PFS)が、プラセボ＋フルベストラント群に比べ実薬群で有意に延長したと、イーライリリー社より発表された。この結果により、2017年にFDAが承認した。

- MONARCH3試験では、プラセボ群に比べ実薬群で有意にPFSを延長させていた[10]。

## 化学
アベマシクリブの合成には鈴木カップリング、Buchwald–Hartwigアミノ化を、最終段階にて還元的アミノ化反応を利用しLeuckart反応させる。